# Deutsche Handballmeisterschaft (Frauen) 1966
Für die Endrunde um die neunte deutsche Meisterschaft im Hallenhandball der Frauen hatten sich die Meister der fünf Regionalverbände Süd, Südwest, West, Nord und Berlin qualifiziert. Zunächst wurde ein Vorrundenspiel ausgetragen, dessen Sieger in das Halbfinale einzog. Die beiden Halbfinalsieger bestritten am 26. März 1966 in Essen das Finale um die deutsche Meisterschaft. Deutscher Meister wurde Bayer Leverkusen.

## Spielergebnisse

### Vorrunde
- OSC Berlin – Freiburger FC 8:4

### Halbfinale
- Bayer Leverkusen – Eimsbütteler TV 8:5
- TSG Kaiserslautern – OSC Berlin 2:5

### Finale
- Bayer Leverkusen – OSC Berlin 8:2

(Das Spiel fand vor dem Männer-Finale VfL Gummersbach gegen SG Leutershausen (14:9) statt)